# Weser-Zeitung
Le Weser-Zeitung était un journal politique allemand imprimé à Brême. Il a été publié du 1er janvier 1844 au 30 septembre 1934. Le journal avait deux éditions quotidiennes, une le matin et une le soir (ou à la mi-journée).
Le 1er octobre 1934, il a fusionné avec le Bremer Nachrichten (de), sous le titre Bremer Nachrichten mit Weser-Zeitung (ce journal a paru jusqu'en 1944).